# Tour de Chine I 2016
 (septembre 2016).
Le Tour de Chine I 2016 est la 13e édition de cette course cycliste sur route masculine. Il a eu lieu du 9 au 16 septembre 2016. Il figure au calendrier de l'UCI Asia Tour 2016 en catégorie 2.1. et comprend six étapes, et fut remporté par Raffaello Bonusi.

## Présentation

### Équipes
| Équipes continentales professionnelles (3)- Nippo-Vini Fantini - Team Novo Nordisk - Androni Giocattoli-Sidermec Équipes continentales (19)- Alpha Baltic-Maratoni.lv - Rietumu-Delfin - Kolss-BDC - Minsk Cycling Club - ColoQuick-Cult - Amore & Vita-Selle SMP - Avanti IsoWhey Sports - Kenyan Riders Downunder - Stradalli-Bike Aid - Astana City - Terengganu Cycling Team - LX Cycling Team - HKSI - RTS-Monton Racing - Wisdom-Hengxiang - Beijing XDS-Innova Cycling Team - Hy Sport-Look - Lvshan Landscape - Hainan Jilun-Shakeland |
| |

## Étapes
| Étape     | Date     | Villes étapes                                                                     | type                      | Distance (km) | Vainqueur d'étape | Leader du classement général |
| --------- | -------- | --------------------------------------------------------------------------------- | ------------------------- | ------------- | ----------------- | ---------------------------- |
| 1re étape | 9 sept.  | Tianjin – Tianjin                                                                 | étape de plaine           | 109,2         | Marco Benfatto    | Marco Benfatto               |
| 2e étape  | 10 sept. | Xian autonome mandchou et mongol de Weichang – Xian autonome mandchou de Fengning | étape de moyenne montagne | 157,8         | Marco Benfatto    | Marco Benfatto               |
| 3e étape  | 12 sept. | district de Banan – district de Banan                                             | étape de montagne         | 114,7         | Raffaello Bonusi  | Raffaello Bonusi             |
| 4e étape  | 13 sept. | Bazhong – Xian de Pingchang                                                       | étape de montagne         | 157,4         | Mattia De Marchi  | Raffaello Bonusi             |
| 5e étape  | 14 sept. | Leshan – Leshan                                                                   | étape de moyenne montagne | 138,6         | Nicolas Marini    | Raffaello Bonusi             |
| 6e étape  | 16 sept. | Xinzhou – Xinzhou                                                                 | étape de plaine           | 99,6          | Marco Benfatto    | Raffaello Bonusi             |

## Déroulement de la course

### 1reétape
| \| Classement de l'étape \| Classement de l'étape \| Classement de l'étape \| Classement de l'étape \| Classement de l'étape \| \| Coureur \| Coureur \| Pays \| Équipe \| Temps \| \| --------------------- \| --------------------- \| --------------------- \| --------------------------- \| --------------------- \| \| 1er \| Marco Benfatto \| Italie \| Androni Giocattoli-Sidermec \| 2 h 13 min 29 s \| \| 2e \| Paolo Lunardon \| Italie \| Amore & Vita-Selle SMP \| + 0 s \| \| 3e \| Eugenio Bani \| Italie \| Amore & Vita-Selle SMP \| + 0 s \| |                |        |                             |                 |
| |                |        |                             |                 |
| |                |        |                             |                 |
| Classement de l'étape |                |        |                             |                 |
| Coureur | Coureur        | Pays   | Équipe                      | Temps           |
| 1er | Marco Benfatto | Italie | Androni Giocattoli-Sidermec | 2 h 13 min 29 s |
| 2e | Paolo Lunardon | Italie | Amore & Vita-Selle SMP      | + 0 s           |
| 3e | Eugenio Bani   | Italie | Amore & Vita-Selle SMP      | + 0 s           |

| \| Classement général \| Classement général \| Classement général \| Classement général \| Classement général \| \| Coureur \| Coureur \| Pays \| Équipe \| Temps \| \| ------------------ \| ------------------ \| ------------------ \| --------------------------- \| ------------------ \| \| 1er \| Marco Benfatto \| Italie \| Androni Giocattoli-Sidermec \| 2 h 13 min 16 s \| \| 2e \| Paolo Lunardon \| Italie \| Amore & Vita-Selle SMP \| + 7 s \| \| 3e \| Eugenio Bani \| Italie \| Amore & Vita-Selle SMP \| + 9 s \| |                |        |                             |                 |
| |                |        |                             |                 |
| |                |        |                             |                 |
| Classement général |                |        |                             |                 |
| Coureur | Coureur        | Pays   | Équipe                      | Temps           |
| 1er | Marco Benfatto | Italie | Androni Giocattoli-Sidermec | 2 h 13 min 16 s |
| 2e | Paolo Lunardon | Italie | Amore & Vita-Selle SMP      | + 7 s           |
| 3e | Eugenio Bani   | Italie | Amore & Vita-Selle SMP      | + 9 s           |

### 2eétape
| \| Classement de l'étape \| Classement de l'étape \| Classement de l'étape \| Classement de l'étape \| Classement de l'étape \| \| Coureur \| Coureur \| Pays \| Équipe \| Temps \| \| --------------------- \| --------------------- \| --------------------- \| --------------------------- \| --------------------- \| \| 1er \| Marco Benfatto \| Italie \| Androni Giocattoli-Sidermec \| 3 h 40 min 40 s \| \| 2e \| Māris Bogdanovičs \| Lettonie \| Rietumu-Delfin \| + 0 s \| \| 3e \| Emīls Liepiņš \| Lettonie \| Rietumu-Delfin \| + 0 s \| |                   |          |                             |                 |
| |                   |          |                             |                 |
| |                   |          |                             |                 |
| Classement de l'étape |                   |          |                             |                 |
| Coureur | Coureur           | Pays     | Équipe                      | Temps           |
| 1er | Marco Benfatto    | Italie   | Androni Giocattoli-Sidermec | 3 h 40 min 40 s |
| 2e | Māris Bogdanovičs | Lettonie | Rietumu-Delfin              | + 0 s           |
| 3e | Emīls Liepiņš     | Lettonie | Rietumu-Delfin              | + 0 s           |

| \| Classement général \| Classement général \| Classement général \| Classement général \| Classement général \| \| Coureur \| Coureur \| Pays \| Équipe \| Temps \| \| ------------------ \| ------------------ \| ------------------ \| --------------------------- \| ------------------ \| \| 1er \| Marco Benfatto \| Italie \| Androni Giocattoli-Sidermec \| 5 h 53 min 46 s \| \| 2e \| Māris Bogdanovičs \| Lettonie \| Rietumu-Delfin \| + 17 s \| \| 3e \| Paolo Lunardon \| Italie \| Amore & Vita-Selle SMP \| + 17 s \| |                   |          |                             |                 |
| |                   |          |                             |                 |
| |                   |          |                             |                 |
| Classement général |                   |          |                             |                 |
| Coureur | Coureur           | Pays     | Équipe                      | Temps           |
| 1er | Marco Benfatto    | Italie   | Androni Giocattoli-Sidermec | 5 h 53 min 46 s |
| 2e | Māris Bogdanovičs | Lettonie | Rietumu-Delfin              | + 17 s          |
| 3e | Paolo Lunardon    | Italie   | Amore & Vita-Selle SMP      | + 17 s          |

### 3eétape
| \| Classement de l'étape \| Classement de l'étape \| Classement de l'étape \| Classement de l'étape \| Classement de l'étape \| \| Coureur \| Coureur \| Pays \| Équipe \| Temps \| \| --------------------- \| --------------------- \| --------------------- \| --------------------------- \| --------------------- \| \| 1er \| Raffaello Bonusi \| Italie \| Androni Giocattoli-Sidermec \| 2 h 42 min 50 s \| \| 2e \| Jonas Vingegaard \| Danemark \| ColoQuick-Cult \| + 0 s \| \| 3e \| Mauricio Ortega \| Colombie \| RTS-Monton Racing \| + 4 s \| |                  |          |                             |                 |
| |                  |          |                             |                 |
| |                  |          |                             |                 |
| Classement de l'étape |                  |          |                             |                 |
| Coureur | Coureur          | Pays     | Équipe                      | Temps           |
| 1er | Raffaello Bonusi | Italie   | Androni Giocattoli-Sidermec | 2 h 42 min 50 s |
| 2e | Jonas Vingegaard | Danemark | ColoQuick-Cult              | + 0 s           |
| 3e | Mauricio Ortega  | Colombie | RTS-Monton Racing           | + 4 s           |

| \| Classement général \| Classement général \| Classement général \| Classement général \| Classement général \| \| Coureur \| Coureur \| Pays \| Équipe \| Temps \| \| ------------------ \| ------------------ \| ------------------ \| --------------------------- \| ------------------ \| \| 1er \| Raffaello Bonusi \| Italie \| Androni Giocattoli-Sidermec \| 8 h 36 min 49 s \| \| 2e \| Jonas Vingegaard \| Danemark \| ColoQuick-Cult \| + 4 s \| \| 3e \| Mauricio Ortega \| Colombie \| RTS-Monton Racing \| + 10 s \| |                  |          |                             |                 |
| |                  |          |                             |                 |
| |                  |          |                             |                 |
| Classement général |                  |          |                             |                 |
| Coureur | Coureur          | Pays     | Équipe                      | Temps           |
| 1er | Raffaello Bonusi | Italie   | Androni Giocattoli-Sidermec | 8 h 36 min 49 s |
| 2e | Jonas Vingegaard | Danemark | ColoQuick-Cult              | + 4 s           |
| 3e | Mauricio Ortega  | Colombie | RTS-Monton Racing           | + 10 s          |

### 4eétape
| \| Classement de l'étape \| Classement de l'étape \| Classement de l'étape \| Classement de l'étape \| Classement de l'étape \| \| Coureur \| Coureur \| Pays \| Équipe \| Temps \| \| --------------------- \| --------------------- \| --------------------- \| --------------------------- \| --------------------- \| \| 1er \| Mattia De Marchi \| Italie \| Androni Giocattoli-Sidermec \| 3 h 51 min 50 s \| \| 2e \| Matthew Zenovich \| Nouvelle-Zélande \| Avanti IsoWhey Sports \| + 2 s \| \| 3e \| Matvey Nikitin \| Kazakhstan \| Astana City \| + 16 s \| |                  |                  |                             |                 |
| |                  |                  |                             |                 |
| |                  |                  |                             |                 |
| Classement de l'étape |                  |                  |                             |                 |
| Coureur | Coureur          | Pays             | Équipe                      | Temps           |
| 1er | Mattia De Marchi | Italie           | Androni Giocattoli-Sidermec | 3 h 51 min 50 s |
| 2e | Matthew Zenovich | Nouvelle-Zélande | Avanti IsoWhey Sports       | + 2 s           |
| 3e | Matvey Nikitin   | Kazakhstan       | Astana City                 | + 16 s          |

| \| Classement général \| Classement général \| Classement général \| Classement général \| Classement général \| \| Coureur \| Coureur \| Pays \| Équipe \| Temps \| \| ------------------ \| ------------------ \| ------------------ \| --------------------------- \| ------------------ \| \| 1er \| Raffaello Bonusi \| Italie \| Androni Giocattoli-Sidermec \| 12 h 28 min 55 s \| \| 2e \| Jonas Vingegaard \| Danemark \| ColoQuick-Cult \| + 4 s \| \| 3e \| Mauricio Ortega \| Colombie \| RTS-Monton Racing \| + 10 s \| |                  |          |                             |                  |
| |                  |          |                             |                  |
| |                  |          |                             |                  |
| Classement général |                  |          |                             |                  |
| Coureur | Coureur          | Pays     | Équipe                      | Temps            |
| 1er | Raffaello Bonusi | Italie   | Androni Giocattoli-Sidermec | 12 h 28 min 55 s |
| 2e | Jonas Vingegaard | Danemark | ColoQuick-Cult              | + 4 s            |
| 3e | Mauricio Ortega  | Colombie | RTS-Monton Racing           | + 10 s           |

### 5eétape
| \| Classement de l'étape \| Classement de l'étape \| Classement de l'étape \| Classement de l'étape \| Classement de l'étape \| \| Coureur \| Coureur \| Pays \| Équipe \| Temps \| \| --------------------- \| --------------------- \| --------------------- \| --------------------- \| --------------------- \| \| 1er \| Nicolas Marini \| Italie \| Nippo-Vini Fantini \| 3 h 02 min 18 s \| \| 2e \| Māris Bogdanovičs \| Lettonie \| Rietumu-Delfin \| + 0 s \| \| 3e \| Daniele Colli \| Italie \| Nippo-Vini Fantini \| + 0 s \| |                   |          |                    |                 |
| |                   |          |                    |                 |
| |                   |          |                    |                 |
| Classement de l'étape |                   |          |                    |                 |
| Coureur | Coureur           | Pays     | Équipe             | Temps           |
| 1er | Nicolas Marini    | Italie   | Nippo-Vini Fantini | 3 h 02 min 18 s |
| 2e | Māris Bogdanovičs | Lettonie | Rietumu-Delfin     | + 0 s           |
| 3e | Daniele Colli     | Italie   | Nippo-Vini Fantini | + 0 s           |

| \| Classement général \| Classement général \| Classement général \| Classement général \| Classement général \| \| Coureur \| Coureur \| Pays \| Équipe \| Temps \| \| ------------------ \| ------------------ \| ------------------ \| --------------------------- \| ------------------ \| \| 1er \| Raffaello Bonusi \| Italie \| Androni Giocattoli-Sidermec \| 15 h 31 min 13 s \| \| 2e \| Jonas Vingegaard \| Danemark \| ColoQuick-Cult \| + 4 s \| \| 3e \| Mauricio Ortega \| Colombie \| RTS-Monton Racing \| + 10 s \| |                  |          |                             |                  |
| |                  |          |                             |                  |
| |                  |          |                             |                  |
| Classement général |                  |          |                             |                  |
| Coureur | Coureur          | Pays     | Équipe                      | Temps            |
| 1er | Raffaello Bonusi | Italie   | Androni Giocattoli-Sidermec | 15 h 31 min 13 s |
| 2e | Jonas Vingegaard | Danemark | ColoQuick-Cult              | + 4 s            |
| 3e | Mauricio Ortega  | Colombie | RTS-Monton Racing           | + 10 s           |

### 6eétape
| \| Classement de l'étape \| Classement de l'étape \| Classement de l'étape \| Classement de l'étape \| Classement de l'étape \| \| Coureur \| Coureur \| Pays \| Équipe \| Temps \| \| --------------------- \| --------------------- \| --------------------- \| --------------------------- \| --------------------- \| \| 1er \| Marco Benfatto \| Italie \| Androni Giocattoli-Sidermec \| 2 h 16 min 37 s \| \| 2e \| Nicolas Marini \| Italie \| Nippo-Vini Fantini \| + 0 s \| \| 3e \| Stanislau Bazhkou \| Biélorussie \| Minsk Cycling Club \| + 0 s \| |                   |             |                             |                 |
| |                   |             |                             |                 |
| |                   |             |                             |                 |
| Classement de l'étape |                   |             |                             |                 |
| Coureur | Coureur           | Pays        | Équipe                      | Temps           |
| 1er | Marco Benfatto    | Italie      | Androni Giocattoli-Sidermec | 2 h 16 min 37 s |
| 2e | Nicolas Marini    | Italie      | Nippo-Vini Fantini          | + 0 s           |
| 3e | Stanislau Bazhkou | Biélorussie | Minsk Cycling Club          | + 0 s           |

## Classements finals

### Classement général
| \| Classement général \| Classement général \| Classement général \| Classement général \| Classement général \| \| Coureur \| Coureur \| Pays \| Équipe \| Temps \| \| ------------------ \| ------------------ \| ------------------ \| --------------------------- \| ------------------ \| \| 1er \| Raffaello Bonusi \| Italie \| Androni Giocattoli-Sidermec \| 17 h 47 min 50 s \| \| 2e \| Jonas Vingegaard \| Danemark \| ColoQuick-Cult \| + 4 s \| \| 3e \| Mauricio Ortega \| Colombie \| RTS-Monton Racing \| + 10 s \| |                  |          |                             |                  |
| |                  |          |                             |                  |
| |                  |          |                             |                  |
| Classement général |                  |          |                             |                  |
| Coureur | Coureur          | Pays     | Équipe                      | Temps            |
| 1er | Raffaello Bonusi | Italie   | Androni Giocattoli-Sidermec | 17 h 47 min 50 s |
| 2e | Jonas Vingegaard | Danemark | ColoQuick-Cult              | + 4 s            |
| 3e | Mauricio Ortega  | Colombie | RTS-Monton Racing           | + 10 s           |

### Uci Asia Tour
Le Tour de Chine I est une course 2.1 qui attribue des points au classement UCI Asia Tour 2016.

#### Étape
| Position | Leader | 1er | 2e | 3e |
| -------- | ------ | --- | -- | -- |
| PTS UCI  | 3      | 14  | 5  | 3  |

#### Général
| Position | 1er | 2e | 3e | 4e | 5e | 6e | 7e | 8e | 9e | 10e | 11e | 12e | 13e | 14e | 15e | 16e | 17e | 18e | 19e | 20e | 21e | 22e | 23e | 24e | 25e |
| -------- | --- | -- | -- | -- | -- | -- | -- | -- | -- | --- | --- | --- | --- | --- | --- | --- | --- | --- | --- | --- | --- | --- | --- | --- | --- |
| PTS UCI  | 125 | 85 | 70 | 60 | 50 | 40 | 35 | 30 | 25 | 20  | 15  | 10  | 5   | 5   | 5   | 3   | 3   | 3   | 3   | 3   | 3   | 3   | 3   | 3   | 3   |

### Classements annexes

#### Classement par points
1. Marco Benfatto  36 pts
2. Nicolas Marini 20 pts
3. Māris Bogdanovičs 16 pts

#### Classement du meilleur grimpeur
1. Maralerdene Batmunkh  28 pts
2. Mauricio Ortega 22 pts

#### Classement du meilleur chinois
- Meiyin Wang

#### Classement par équipe
1. ColoQuick-Cult
2. Kolss-BDC
3. Kenyans Downunder